# Hoa Dinh
Hoa Dinh (chữ Hán giản thể: 华蓥市, Hán Việt: Hoa Dinh thị) là một thành phố cấp huyện của địa cấp thị Quảng An, tỉnh Tứ Xuyên, Cộng hòa Nhân dân Trung Hoa. Nội thị thành phố này rộng 5,5 km2, dân số là 50.000 người.
Thành phố này được chia ra thành các đơn vị hành chính gồm 12 trấn, 1 hương và 3 hương dân tộc:
- Trấn: Song Hà, Cổ Kiều, Khê Khẩu, Khánh Hoa, Cao Hưng, Quan Âm Khê, Dương Hoà, Minh Nguyệt, Vĩnh Hưng, Lộc Thị, Thiên Trì.
- Hương: Ngoã Điếm